# Erik Biörenklou
Erik Biörenklou (före adlandet Mylon), född 1624, död 13 oktober 1662 i Stockholm, var en svensk fortifikationsofficer.
Erik Mylon var son till mjölnaren Erik Matsson och bror till Mattias Mylonius. Efter studier vid Uppsala universitet reste han under några år till utlandet och studerade bland annat fortifikation och besökte de främsta befästningarna i Frankrike och Flandern. Återkommen till Sverige blev han 1655 placerad under Paul Würtz' befäl för vidare utbildning som fortifikationsofficer. Han placerades efter Arvid Wittenbergs infall i Polen i dennes generalstab som ingenjör och tjänstgjorde även som generaladjutant. Han ledde med framgång belägringsarbetena utanför Kraków 18 september - 8 oktober 1655, varunder han erhöll ett skottsår som kom att plåga honom under resten av livet. Efter stadens fall genomförde Erik Mylon omfattande förstärkningsarbeten på fästningen och befordrades till kapten vid Paul Würtz regemente. Han deltog med utmärkelse i den polska belägringen från mitten av oktober 1656 till 11 februari 1657 och den österrikiska belägringen 12 juli - 13 augusti 1657. Därefter medföljde han Würtz till Pommern i augusti 1657 och placerades som ingenjör i Stettin 1 oktober 1657. Under denna tid förstärkte han även försvaret av Greifenhagen, Wolin och Ueckermünde. Slutligen deltog han i försvaret av Stettin 6 september 1659 - 4 november 1659. Under belägringen ådrog han sig en sjukdom, varifrån han ännu 1660 inte tillfrisknat. Troligen repade han sig aldrig helt. Erik Biörenklou adlades 20 september 1662.